# Letnij
Letnij (ros. Летний) – stacja kolejowa w pobliżu miejscowości Olimpij, w rejonie biełomorskim, w Karelii, w Rosji. Położona jest na linii Wołchow - Murmańsk.
Dawniej stacja nosiła nazwę Olimpij (ros. Олимпий).